# Jü Jang-ji
Jü Jang-ji (Jü Jang-ji (余泱漪, Yú Yāngyī), a nemzetközi szakirodalomban Yu Yangyi; Huangsi (Huángshí), Hupej (Húběi), 1994. június 8. –) kínai sakkozó, nagymester, csapatban kétszeres olimpiai bajnok (2014, 2018) és kétszeres világbajnok (2015, 2017), Ázsia sakkbajnoka (2014), korábbi junior világelső, U20 és U10 korosztályos világbajnok (2013, 2004).
A világon a legfiatalabbak között kapta meg a nagymesteri címet 2009-ben 14 év, 11 hónap és 23 napos korában, átugorva a FIDE-mester és a nemzetközi mester fokozatokat. Ezzel ő lett Kína 29. sakknagymestere.
Legmagasabb Élő-pontszáma 2765 pont, amelyet 2018 októberében érte el, legmagasabb világranglista helyezése a 10. volt, amelyen 2019 szeptemberében állt.

## Élete és sakkpályafutása
Első nemzetközi versenyén 2003-ban Halkidikíben az U10 korosztályos ifjúsági sakkvilágbajnokságon holtversenyben a 2. (végeredményben az 5.) helyen végzett, egy évvel később Iráklióban már megnyerte ezt a kategóriát. 2007-ben, 13 évesen a 2. helyen végzett az Aeroflot Open C versenyén, a következő évben 3. helyezett volt a B-versenyen. 2008-ban a 3. helyet szerezte meg a Dvorkovics-emlékversenyen Moszkvában. 2009 szeptemberében második lett a Zhejiang Lishui Xingqiu Open elnevezésű tornán.
2009-ben 14 évesen vett részt az U20 korosztályos junior sakkvilágbajnokságon és a 7. helyet szerezte meg. Három évvel később 2012-ben Athénban már 5. helyezett, majd egy év múlva, 2013-ban még mindig csak 18 évesen, Kocaeliben már aranyérmet szerzett.
2009-ben még mindenféle sakkminősítés nélkül a Fülöp-szigeteken rendezett Ázsia bajnokságán harmadik helyezést érve el kvalifikálta magát a 2009-es sakkvilágkupára. 2011-ben megnyerte az első ízben megrendezett HD Bank Cup Opent, majd holtversenyes második (végeredményben harmadik) lett a Moscow Openen, és fél ponttal a győztestől lemaradva holtversenyben a 4. helyen végzett az Aeroflot Openen. A 2011-es Hainan Danzhou nagymesterversenyt 1,5 pont előnnyel Vang Jüe (Wang Yue) és Pu Hsziang-cse (Bu Xiangzhi) előtt, ezzel a világranglistán a Top100-ba került. 2011-ben a 10. Ázsiai sakkbajnokságon holtversenyben az első helyen végzett, és ismét kvalifikálta magát a sakkvilágkupára.
2012-ben Ting Li-zsen (Ding Liren) mögött a második helyen végzett Kína sakkbajnokságán. Ugyanebben az évben megnyerte Indonézia nyílt sakkbajnokságát, és holtversenyben első (végeredményben 2.) a Ho Si Minh-városban rendezett Ázsia sakkbajnokságán, amely eredménye alapján jogot szerzett a 2013-as sakkvilágkupán való indulásra. 2013-ban holtversenyben az 5. helyen végzett a Tradewise Gibraltar Chess Festival tornán. 2014-ben egyedüli elsőséget szerzett a Sardzsában rendezett Ázsia bajnokságon, amivel kvalifikálta magát a 2015-ös sakkvilágkupán való indulásra.
2014-ben megnyerte Kína sakkbajnokságát, míg 2015-ben a 3. helyet szerezte meg. 2014 decemberében első lett a Qatar Masters szupertornán. 2015 júniusában másfél pont előnnyel nyerte a Capablanca-emlékverseny elit csoportját. 2015. decemberben Magnus Carlsennel holtverenyben lett első a Qatar Masters nagymesterversenyen.

### Eredményei a világbajnokságokon
A 2009-es sakkvilágkupán a 3. körig jutott, ahol Maxime Vachier-Lagrave ütötte el a továbbjutástól. A 2011-es sakkvilágkupán már az első fordulóban búcsúzni kényszerült. A 2013-as sakkvilágkupán a 2. fordulóban a negyeddöntőig jutó Fabiano Caruana ellen szenvedett vereséget. A 2015-ös sakkvilágkupán a 3. fordulóig jutott, ahol a világkupát később megnyerő orosz Szergej Karjakin állította meg.
A 2017-es sakkvilágkupán a 2. fordulóban a grúz Baadur Jobava ellen szenvedett vereséget. A 2019-es sakkvilágkupán egészen az elődöntőig jutott, majd a bronzmérkőzésen is csak a rájátszásban tudta legyőzni a francia Maxime Vachier-Lagrave.
A 2019–2020-as világbajnoki ciklusban Élő-pontszáma alapján kvalifikációt szerzett a FIDE Grand Prix 2019 versenysorozaton való indulásra.

### Eredményei csapatban
Sakkolimpia
Kína válogatottjában két olimpiai bajnokságot nyert. Először 2014-ben szerepelt sakkolimpián, ahol tagja volt az aranyérmes csapatnak, és a harmadik táblán elért egyéni eredményével is aranyérmet nyert. A 2018-as sakkolimpián Kína második tábláján játszva járult hozzá a csapat újabb aranyérméhez.
Sakk-csapatvilágbajnokság
2011 óta tagja a kínai válogatottnak,amellyel három arany- és két ezüstérmet szerzett. 2011-ben és 2013-ban csapatban ezüst-, 2015-ben, 2017-ben és 2019-ben aranyérmet nyert. Emellett 2013-ban és 2017-ben egyéniben is ezüstérmes eredményt ért el.
Ázsiai sakkcsapat-bajnokság
Az ázsiai sakkcsapat-bajnokságon Kína válogatottjával 2012-ben és 2014-ben csapatban aranyérmet, egyéniben 2012-ben ezüst-, 2014-ben bronzérmet szerzett.
Bajnokcsapatok Európa-kupája
Az SK Alkaloid Skopje csapatával 2016-ban arany-, 2017-ben ezüstérmet szerzett, emellett egyéni teljesítményével 2015-ben és 2017-ben arany, 2016-ban bronzérmes lett.
Klubcsapat eredményei
Az ázsiai városok sakkbajnokságán 2011-ben Sicsiacsuang város csapatával aranyérmet szerzett.
A kínai sakkbajnokságban a Beijing Beiao csapatával 2011-ben és 2015-ben arany-, 2007-ben, 2008-ban, 2010-ben, 2012-ben, 2013-ban és 2016-ban ezüst-, 2009-ben és 2017-ben bronzérmet szerzett.